# Gavro Manojlović
Gavro Manojlović (Zára, 1856. október 27. – Zágráb, 1939. november 1.), szerb nemzetiségű horvát történész, akadémikus, a Jugoszláv Tudományos és Művészeti Akadémia elnöke.

## Élete
Zárában született, általános iskolába a zárai Szent Illés templomhoz tartozó szerb iskolába, majd egy ideig olasz nyelvű tanintézetbe járt. Mivel a család 1864-ben Ogulinba költözött, ott folytatta tanulmányait, majd 1868-ban iratkozott be a zenggi gimnáziumba. 1870-től a károlyvárosi gimnázium növendéke, 1871-től 1876-ig a zágrábi gimnáziumba járt. Egyetemi tanulmányait Zágrábban és Bécsben végezte, ahol 1896-ban történelemfilozófiából és klasszika-filológiából doktorált. Édesanyja betegsége, és 1895-ben bekövetkezett hirtelen halála miatt nem tudta megvalósítani tanulmányainak tervezett párizsi és római folytatását. 1880-ban „Mladi dani Veljkovi” címmel versgyűjteményt adott ki. 1880-tól gimnáziumi tanárként dolgozott Zágrábban, Pozsegában és Eszéken, ahol igazgató is volt. 1902-től a Zágrábi Egyetem Filozófiai Kara ókor általános történetének rendes professzora. 1908-ban politikai okokból nyugdíjazták, de 1910 és 1924 között ismét tanított. Tanulmányozta az ókor történetét, bizantológiát, történelemfilozófiát, tankönyveket írt. Két alkalommal, 1908-tól 1910-ig, valamint 1913-tól 1918-ig a horvát-szerb koalíció tagja volt a horvát parlamentben, majd az ideiglenes nemzetgyűlés tagja. 1908-tól a Jugoszláv Tudományos és Művészeti Akadémia rendes tagja, 1924-től 1933-ig elnöke. Megalapította a Horvát Tudományos és Művészeti Akadémia keleti gyűjteményét. 1905 és 1908 között a „Pobratim” és a „Nastavni vjesnik” című ifjúsági újságok szerkesztője volt.

## Munkássága
Költőként és irodalmi folyóiratok szerkesztőjeként már fiatalon kipróbálta magát, majd több területen is végzett tudományos munkát. Foglalkozott filozófiatörténettel, az ókori Kelet történetével, a kora középkor történetével és filológiával. Jelentőségükkel kitűnnek Gavro Manojlović 1899 és 1911 között írt bizánci tanulmányai is, melyek a mai napig aktuálisak maradtak. A bizánci történelem olyan, korábban feldolgozatlan kérdései foglalkoztatták, amelyek nemcsak a szerb-jugoszláv, hanem a bizantológiai tanulmányokban is újdonságnak számítottak.

## Kiadott művei
- Mladi dani Veljkovi (1880, verseskötet)
- O godini prijenosa sv. Anastazije u Zadar (1901.)
- Jadransko pomorje IX. stoljeća : u svjetlu istočno-rimske (bizantinske) povijesti (1902.)
- Povijest staroga Orijenta (1923.)
- Sile pokretnice i pravilnosti u univerzalnoj historiji (1927.)

## Fordítás
- Ez a szócikk részben vagy egészben  a   Gavro Manoljović című horvát Wikipédia-szócikk ezen változatának fordításán alapul.  Az eredeti cikk szerkesztőit annak laptörténete sorolja fel. Ez a jelzés csupán a megfogalmazás eredetét és a szerzői jogokat jelzi, nem szolgál a cikkben szereplő információk forrásmegjelöléseként.
- Ez a szócikk részben vagy egészben  a   Gavro Manoljović című szerb Wikipédia-szócikk ezen változatának fordításán alapul.  Az eredeti cikk szerkesztőit annak laptörténete sorolja fel. Ez a jelzés csupán a megfogalmazás eredetét és a szerzői jogokat jelzi, nem szolgál a cikkben szereplő információk forrásmegjelöléseként.